# Hans Globke
Hans Josef Maria Globke (ur. 10 września 1898 w Düsseldorfie, zm. 13 lutego 1973 w Bonn) – niemiecki prawnik, urzędnik ministerstwa spraw wewnętrznych Prus i III Rzeszy, szef urzędu kanclerskiego (1953–1963).
Wraz z Wilhelmem Stuckartem autor komentarza do ustaw norymberskich.
Odgrywał znaczącą rolę jako „szara eminencja” Konrada Adenauera. Nadal pozostaje w Niemczech postacią kontrowersyjną.

## Życiorys
Urodził się w 1898 w Düsseldorfie jako syn hurtownika tkanin. Rodzina, krótko po jego narodzinach przeniosła się do Akwizgranu (Aachen). Po maturze w Kaiser-Karls-Gymnasium, wstąpił do służby wojskowej. Służył do końca I wojny światowej na froncie zachodnim w jednostce artylerii. Natychmiast po zakończeniu wojny rozpoczął studia w zakresie prawa i administracji państwowej na uniwersytetach w Bonn i Kolonii.
Był członkiem katolickiej korporacji studentów Bavaria Bonn. Promowany został za pracę: „Die Immunität der Mitglieder des Reichstages und der Landtage” w Gießen. W 1922 r. rozpoczął karierę w służbie publicznej. W tym samym roku wstąpił do partii Centrum (Zentrumspartei), której członkiem pozostał do jej rozwiązania w 1933 r.
W 1925 r. został zastępcą prezydenta policji w Akwizgranie. W roku następnym, jako asesor rządowy zapewnił sobie ostateczne przyjęcie do służby państwowej.
Został w 1929 r. radcą ministerialnym w pruskim ministerstwie spraw wewnętrznych. Zajmował się tam problematyką urzędów stanu cywilnego, zmianami nazwisk, sprawami spornego kraju Saary, demilitaryzacji Nadrenii oraz konsekwencjami konferencji pokojowej w Wersalu.
W następstwie faktycznego sfederalizowania Prus z resztą kraju w 1932 r., za rządu Franza von Pappena, Prusy zostały podporządkowane komisarzowi Rzeszy, a ministerstwa spraw wewnętrznych Rzeszy i Prus stopniowo zespolone.
W listopadzie 1932 powstała z inicjatywy Globkego regulacja, a w grudniu przepisy wykonawcze, ograniczające sprawę zapisu urzędowego typowych nazwisk żydowskich. Był to wstęp do późniejszej usankcjonowanej prawem dyskryminacji.
W 1943 roku jego wniosek o wstąpienie do NSDAP został odrzucony przez Martina Bormanna ze względu na dawne członkostwo w partii Centrum i kontakty z działaczami katolickiego ruchu oporu w III Rzeszy, w tym z Jakobem Kaiserem i biskupem Berlina Konradem von Preysingiem.
W 1945 roku Globke został internowany. Pełnił rolę doradcy brytyjskich władz okupacyjnych i brał udział w przygotowywaniach ustawodawstwa przyszłego państwa niemieckiego, m.in. dotyczącego prawa wyborczego. W lipcu 1946 objął urząd skarbnika Akwizgranu, w tym samym roku wstąpił też do CDU. Podczas akcji denazyfikacji prowadzonej przez Brytyjczyków w 1947 roku otrzymał status nieobciążonego (kategoria V). W 1949 roku objął funkcję wiceprezesa Krajowego Trybunału Obrachunkowego Nadrenii Północnej-Westfalii z siedzibą w Düsseldorfie, następnie został powołany do Urzędu Kanclerza Federalnego w Bonn, którym kierował do 1963 roku.
Hans Globke zmarł w 1973 roku w Bonn po długiej chorobie i został pochowany na cmentarzu w Bad Godesberg.

### Życie prywatne
Globke zawarł związek małżeński z Augustą Vaillant (1906–2002). Para miał troje dzieci.